# 가미쿠로코마촌
가미쿠로코마촌(上黒駒村)은 야마나시현 히가시야쓰시로군에 있던 촌이다.  이후의 후에후키시에 해당한다.

## 역사
- 1889년 7월 1일 - 정촌제 시행에 의해 근세이후의 가미쿠로코마촌이 단독으로 자치체를 형성하였다.
- 1892년 4월 1일 - 시모쿠로코마촌, 도노키촌과 합병해 구로코마촌이 성립하여, 동일 가미쿠로코마촌은 폐지되었다.

## 교통

### 도로
- 미사카 미치 (현 국도 제137호선)